# Kenny De Ketele

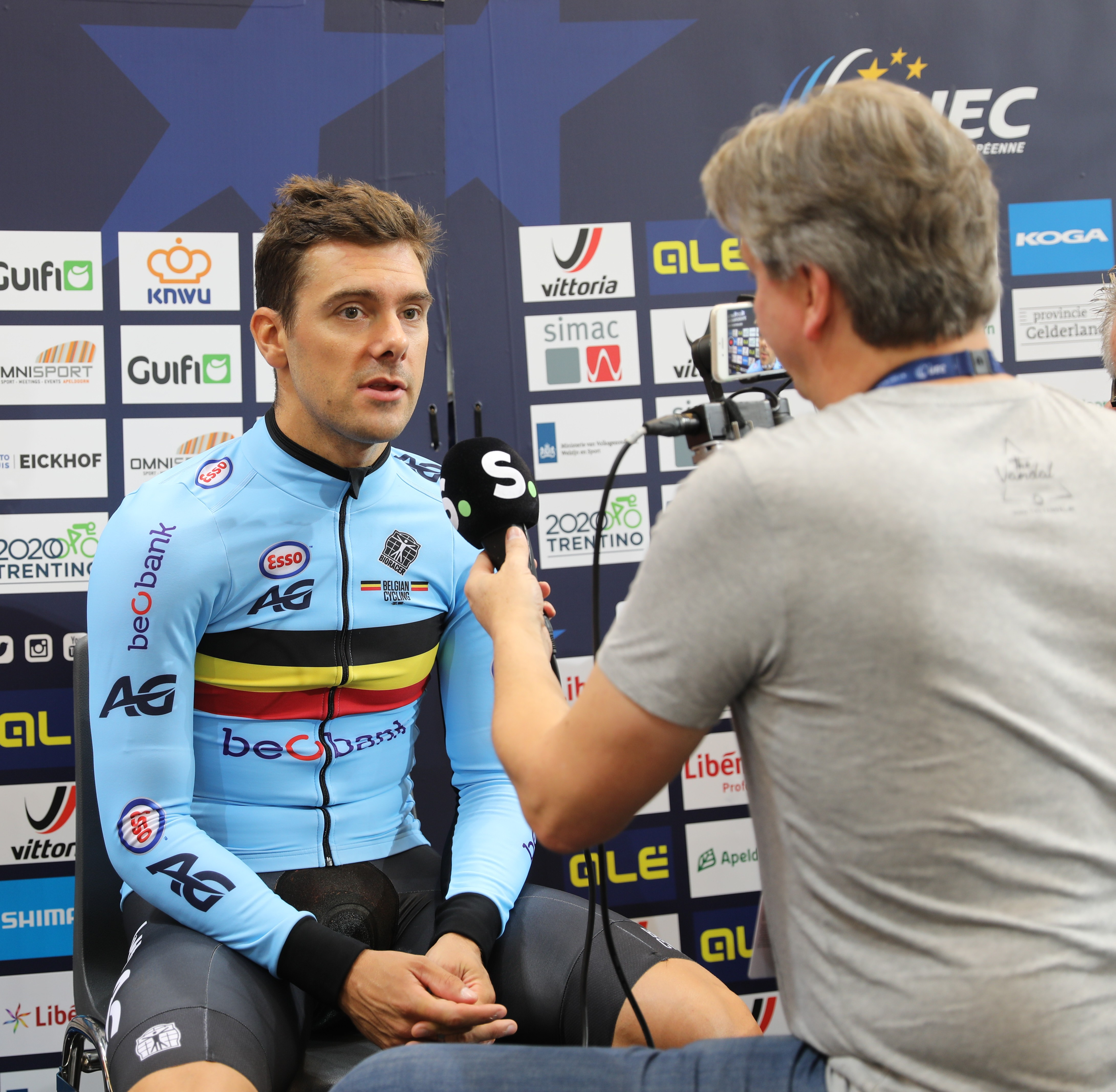
De Ketele im Interview während der Bahn-WM 2019

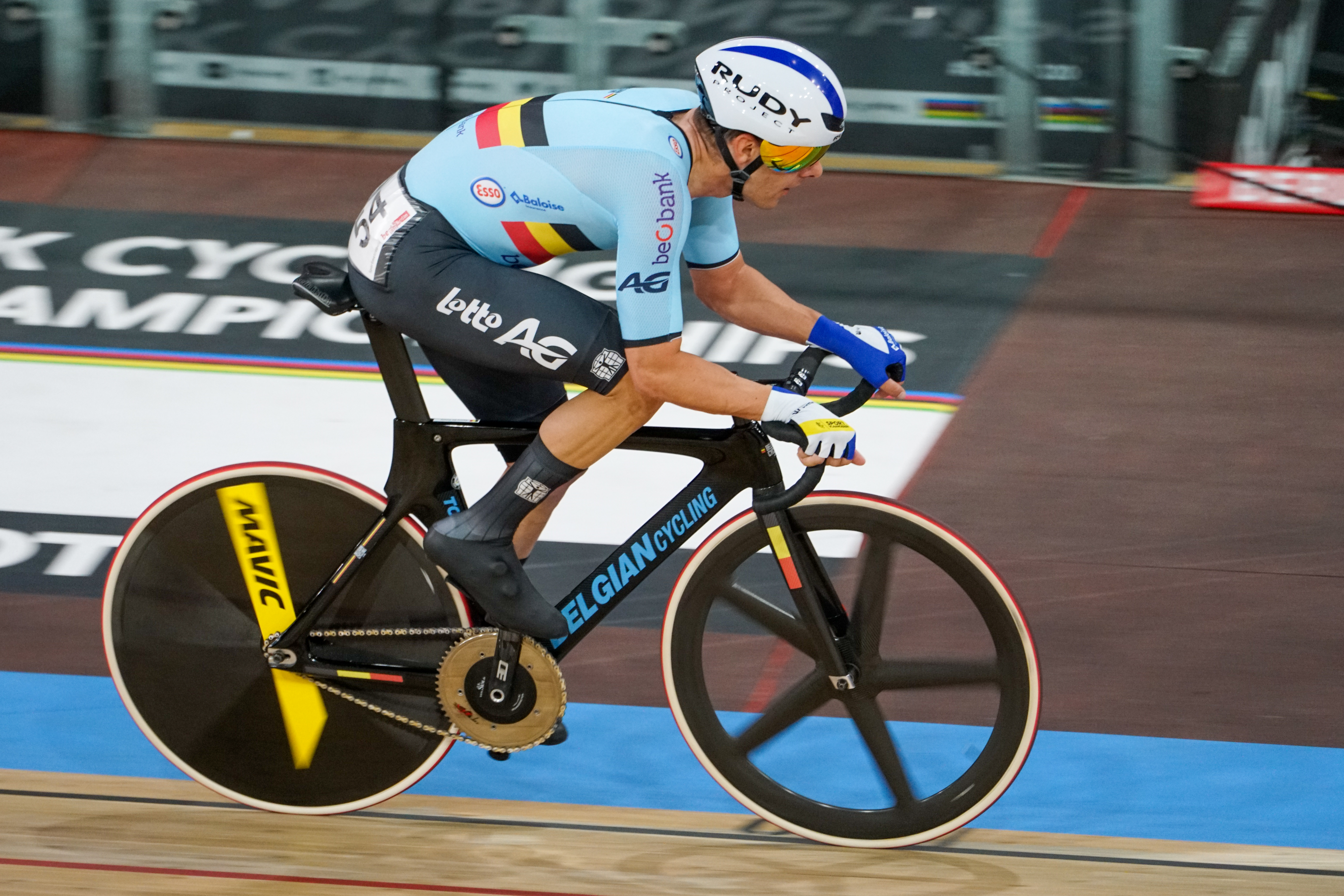
De Ketele im Punktefahren bei der WM 2020

Kenny De Ketele (* 5. Juni 1985 in Oudenaarde) ist ein ehemaliger belgischer Radrennfahrer; er war einer der dominierenden Bahnradsportler seines Landes in den 2010er Jahren. Nach seinem Rücktritt vom aktiven Radsport im Jahre 2021 wurde er Assistent des belgischen Bahn-Nationaltrainers.

## Sportliche Karriere
2003 wurde Kenny De Ketele zweifacher belgischer Junioren-Meister, im Punktefahren und in der Einerverfolgung. 2004 wurde er mit seinem Teamkollegen Iljo Keisse U23-Europameister im Zweier-Mannschaftsfahren. Beim Bahnrad-Weltcup in Moskau belegte er 2006 mit seinem Landsmann Keisse, der bereits in der Espoir-Zeit De Keteles Standard-Partner war, den fünften Platz im Madison.
2011 wurde De Ketele gemeinsam mit Keisse Europameister im Zweier-Mannschaftsfahren; im Jahr darauf errang er mit Gijs Van Hoecke den Titel des Weltmeisters in dieser Disziplin. 2013 errang er bei den Bahn-Europameisterschaften in Apeldoorn gemeinsam mit Van Hoecke die Bronzemedaille.
Kenny De Ketele startete im Laufe seiner Laufbahn bei über 30 Sechstagerennen. Bis 2013 gewann er vier mit verschiedenen Partnern. 2015 gewann er gemeinsam mit Moreno De Pauw die erste Austragung des neu aufgelegten Sechstagerennens in London. Bei den Bahnradsport-Weltmeisterschaften 2017 wurde er Vize-Weltmeister im Punktefahren, gemeinsam mit Moreno De Pauw errang er Bronze im  Zweier-Mannschaftsfahren. 2019 belegte er bei der Bahn-WM erneut im Zweier-Mannschaftsfahren Platz drei, dieses Mal mit Robbe Ghys. Gemeinsam gewannen die beiden Fahrer 2019 auch da Sechstagerennen von Gent. Im Januar 2020 siegte er mit Nils Politt beim Sechstagerennen in Bremen.
2021 nahm De Ketele an den Olympischen Spielen in Tokio teil: Im Zweier-Mannschaftsfahren belegte er mit Robby Ghys Platz vier, im Omnium belegte er Platz 13.  Bei den Bahnradsport-Europameisterschaften 2021 errang er im Zweier-Mannschaftsfahren Silber mit Lindsay De Vylder. Ebenfalls Silber gewann er bei den Weltmeisterschaften im Punktefahren sowie mit Ghys Bronze im Zweier-Mannschaftsfahren. Zum Ende des Jahres 2021 beendete er seine aktive Radsportlaufbahn.

## Berufliches
Von Mitte 2017 bis Ende 2018 war Kenny De Ketele vorübergehend Trainer des belgischen Radsportverbandes für die Nachwuchs-Bahnfahrer im Ausdauerbereich; sein Nachfolger wurde Nicky Cocquyt. Seit 2022 fungiert er gemeinsam mit Cocquyt als Assistent des belgischen Nationaltrainers Tim Carswell.

## Diverses
Von 2017 bis 2021 gehörte De Ketele der Athletenkommission der UCI an.

## Erfolge
| 2004 - Europameister – Madison (U23) - Belgischer Meister – Einerverfolgung 2005 - Belgischer Meister – Madison 2006 - Europameister – Madison (U23) - Belgischer Meister – Mannschaftsverfolgung 2007 - Belgischer Meister – Punktefahren - Belgischer Meister – Derny - Europameister – Punktefahren 2008 - Weltcup in Los Angeles – Madison (mit Tim Mertens) - Belgischer Meister – Einerverfolgung - Belgischer Meister – Madison - Europameister – Madison mit Iljo Keisse - Belgischer Meister – Derny 2009 - Sechstagerennen Hasselt (mit Bruno Risi) - Europameister – Derny (hinter Michel Vaarten) - Weltcup in Manchester – Madison (mit Tim Mertens) 2011 - Europameister – Madison - Sechstagerennen Gent (mit Robert Bartko) 2012 - Weltmeister – Zweier-Mannschaftsfahren (mit Gijs Van Hoecke) - Weltmeisterschaften – Punktefahren - Quatre Jours Cycliste de Grenoble mit Iljo Keisse - Sixday-Nights Zürich mit Peter Schep 2013 - Sechstagerennen Amsterdam mit Gijs Van Hoecke - Europameisterschaft – Madison mit Gijs Van Hoecke 2014 - Berliner Sechstagerennen mit Andreas Müller - Europameisterschaft – Madison mit Otto Vergaerde | 2015 - Europameister – Derny (hinter Michel Vaarten) - Londoner Sechstagerennen mit Moreno De Pauw 2016 - Weltmeisterschaft – Punktefahren - Berliner Sechstagerennen mit Moreno De Pauw - Europameisterschaft – Punktefahren - Europameisterschaft – Zweier-Mannschaftsfahren (mit Moreno De Pauw) - Londoner Sechstagerennen mit Moreno De Pauw 2017 - Weltmeisterschaft – Punktefahren - Weltmeisterschaft – Zweier-Mannschaftsfahren (mit Moreno De Pauw) - Weltcup in Milton – Zweier-Mannschaftsfahren (mit Lindsay De Vylder) - Belgischer Meister – Zweier-Mannschaftsfahren (mit Moreno De Pauw) - Finale Six Day Series in Palma (mit Moreno De Pauw) - Sechstagerennen von Gent (mit Moreno De Pauw) 2018 - Sechstagerennen von Rotterdam (mit Moreno De Pauw) - Bremer Sechstagerennen (mit Theo Reinhardt) - Europameister – Zweier-Mannschaftsfahren (mit Robbe Ghys) - Europameisterschaft – Punktefahren 2019 - Sechstagerennen von Kopenhagen (mit Moreno De Pauw) - Weltmeisterschaft – Zweier-Mannschaftsfahren (mit Robbe Ghys) - Belgischer Meister – Punktefahren - Sechstagerennen von Gent (mit Robbe Ghys) 2020 - Bremer Sechstagerennen (mit Nils Politt) 2021 - Europameisterschaft – Zweier-Mannschaftsfahren (mit Lindsay De Vylder) - Weltmeisterschaft – Punktefahren - Weltmeisterschaft – Zweier-Mannschaftsfahren (mit Robbe Ghys) - Nations Cup in Cali – Zweier-Mannschaftsfahren (mit Tuur Dens) |